# デイラミ
デイラミ（Daylami、1994年4月20日 - 2023年4月5日）はアイルランド生まれの競走馬である。半弟に2003年の凱旋門賞馬ダラカニがいる。

## 戦績

### 2歳・3歳時代
1996年9月のカスケード賞でデビューし勝利。次走リステッド競走のヘロド賞にも勝ち、G1クリテリウムドサンクルーでは1番人気に支持されるがシャカの2着に敗れる。
1997年はG3フォンテンブロー賞、G1プール・デッセ・デ・プーラン（フランス2000ギニー）を連勝。この後はジョッケクルブ賞（フランスダービー）ではなくマイル路線を進むが、セントジェームズパレスステークスは3着、ジャック・ル・マロワ賞では当時の世界最強マイラースピニングワールドの後塵を拝し2着、ムーラン・ド・ロンシャン賞ではスピニングワールドに加えて中長距離路線から挑戦してきたエリシオにも先着を許す3着と勝ち切れない競馬が続いた。この後馬主がゴドルフィンに代わり、調教師もゴドルフィンお抱えのサイード・ビン・スルールに、主戦騎手もランフランコ・デットーリに代わっている。

### 古馬時代
1998年は一転して中距離路線を進み、5月のタタソールズゴールドカップ（この当時はG2）に勝利。プリンスオブウェールズステークス（この当時はG2）の3着を挟んでエクリプスステークスに勝利し、中距離でも世界一流の実力であることを証明して見せた。キングジョージ6世&クイーンエリザベスダイヤモンドステークスはスウェインの前に4着と完敗を喫するが、次走でアメリカへ遠征しマンノウォーステークスに出走。後にブリーダーズカップ・ターフに勝ちエクリプス賞最優秀芝牡馬のタイトルを獲得するバックスボーイを下し優勝を飾った。その後は欧州に戻りチャンピオンステークス3着の後休養に入った。
1999年初戦は生涯唯一のダート戦となるドバイワールドカップに出走したが5着と惨敗。この年からG1に格上げされたタターソールズゴールドカップでは牝馬シーヴァの2着に敗れた。やや低調な出だしとなった1999年だがこの後は充実の一途を辿る。次走コロネーションカップでは2400mの距離を克服し優勝。キングジョージでは5馬身差、アイリッシュチャンピオンステークスでは2着馬に9馬身差を付ける圧勝でG1を3連勝。次走は凱旋門賞に出走するが、不良馬場が合わなかったのかモンジューとエルコンドルパサーの激闘を尻目に9着と大敗する。この後は再びアメリカへ遠征しブリーダーズカップ・ターフを2馬身半差で快勝した。この勝利でこの年から設立されたワールドシリーズ・レーシング・チャンピオンシップの初代王者に輝き、さらにカルティエ賞年度代表馬、最優秀古馬、エクリプス賞最優秀芝牡馬と合計4つのタイトルを獲得し引退、種牡馬入りした。

### 競走成績
| 出走日         | 競馬場                 | 競走名                       | 格 | 距離      | 着順 | 騎手           | 着差      | 1着（2着）馬    |
| -------------- | ---------------------- | ---------------------------- | -- | --------- | ---- | -------------- | --------- | --------------- |
| 1996年09月19日 | ロンシャン             | カスケード賞                 |    | 芝1600m   | 1着  | G.モッセ       | 1 1/2馬身 | (Rate Cut)      |
| 1996年10月07日 | エヴリ                 | ヘロド賞                     | L  | 芝1600m   | 1着  | G.モッセ       | 2馬身     | (Bartex)        |
| 1996年11月02日 | サンクルー             | クリテリウムドサンクルー     | G1 | 芝2000m   | 2着  | G.モッセ       | 3/4馬身   | Shaka           |
| 1997年04月27日 | ロンシャン             | フォンテンブロー賞           | G3 | 芝1600m   | 1着  | G.モッセ       | 2馬身     | (Loup Sauvage)  |
| 1997年05月11日 | ロンシャン             | プール・デッセ・デ・プーラン | G1 | 芝1600m   | 1着  | G.モッセ       | 2馬身     | (Loup Sauvage)  |
| 1997年06月17日 | アスコット             | セントジェームズパレスS      | G1 | 芝8f      | 3着  | G.モッセ       | 5馬身     | Starborough     |
| 1997年08月17日 | ドーヴィル             | ジャック・ル・マロワ賞       | G1 | 芝1600m   | 2着  | G.モッセ       | 2馬身     | Spinning World  |
| 1997年09月07日 | ロンシャン             | ムーラン・ド・ロンシャン賞   | G1 | 芝1600m   | 3着  | G.モッセ       | 3 1/2馬身 | Spinning World  |
| 1998年05月24日 | カラ                   | タタソールズ金杯             | G2 | 芝10f     | 1着  | L.デットーリ   |           | (Stage Affair)  |
| 1998年06月16日 | アスコット             | プリンスオブウェールズS      | G2 | 芝10f     | 1着  | L.デットーリ   | 1/2馬身   | Faithful Son    |
| 1998年07月04日 | サンダウン             | エクリプスS                  | G1 | 芝10f7y   | 1着  | L.デットーリ   | 1/2馬身   | (Faithful Son)  |
| 1998年07月25日 | アスコット             | KGVI&QES                     | G1 | 芝12f     | 4着  | M.キネーン     | 3馬身     | Swain           |
| 1998年09月12日 | ベルモントパーク       | マンノウォーS                | GI | 芝11f     | 1着  | J.ベイリー     | 1 1/4馬身 | (Buck's Boy)    |
| 1998年10月17日 | ニューマーケット       | チャンピオンS                | G1 | 芝10f     | 3着  | L.デットーリ   | 2馬身     | Alborada        |
| 1999年03月28日 | ナドアルシバ           | ドバイワールドC              | G1 | D10f      | 5着  | J.ヴェラスケス | 4 1/2馬身 | Almutawakel     |
| 1999年05月23日 | カラ                   | タタソールズ金杯             | G1 | 芝10f110y | 2着  | L.デットーリ   | 2 1/2馬身 | Shiva           |
| 1999年06月04日 | エプソム               | コロネーションC              | G1 | 芝12f10y  | 1着  | L.デットーリ   | 3/4馬身   | (Royal Anthem)  |
| 1999年07月24日 | アスコット             | KGVI&QES                     | G1 | 芝12f     | 1着  | L.デットーリ   | 5馬身     | (Nedawi)        |
| 1999年09月11日 | レパーズタウン         | 愛チャンピオンS              | G1 | 芝10f     | 1着  | L.デットーリ   | 9馬身     | (Dazzling Park) |
| 1999年10月03日 | ロンシャン             | 凱旋門賞                     | G1 | 芝2400m   | 9着  | L.デットーリ   | 24馬身    | Montjeu         |
| 1999年11月06日 | ガルフストリームパーク | BCターフ                     | GI | 芝12f     | 1着  | L.デットーリ   | 2 1/2馬身 | (Royal Anthem)  |

## 種牡馬
アイルランドのギルタウン・スタッドで種牡馬となり、初年度からアイリッシュダービー等G1を2勝したグレイスワローを出し、順調なスタートを切ったものの、その後が続かなかったために、2006年11月には南アフリカへ輸出されることが発表された。2010年2月にアイルランドに買い戻され、クーラガウンスタッドで種牡馬生活を送ることとなった。南アフリカへの輸出後に、欧州に残した産駒に障害レースでの活躍馬が、多く出てきたことがアイルランド復帰の要因の一つと見られる。

### 主な産駒
- 2001年産
  - グレイスワロー / Grey Swallow（アイリッシュダービー、タタソールズゴールドカップ）
- 2005年産
  - ヴォワライシ / Voila Ici（ローマ賞、ミラノ大賞典）

## 血統表
| デイラミの血統（ミルリーフ系 / Princequillo 4×5=9.38%、Nasrullah、Malindi 4×5=9.38%） | デイラミの血統（ミルリーフ系 / Princequillo 4×5=9.38%、Nasrullah、Malindi 4×5=9.38%） | デイラミの血統（ミルリーフ系 / Princequillo 4×5=9.38%、Nasrullah、Malindi 4×5=9.38%） | （血統表の出典）   | （血統表の出典） |
| 父 Doyoun 1985 黒鹿毛                                                                 | 父の父Mill Reef 1968 鹿毛                                                             | Never Bend                                                                            | Nasrullah          | Nasrullah        |
| 父 Doyoun 1985 黒鹿毛                                                                 | 父の父Mill Reef 1968 鹿毛                                                             | Never Bend                                                                            | Lalun              |                  |
| 父 Doyoun 1985 黒鹿毛                                                                 | 父の父Mill Reef 1968 鹿毛                                                             | Millan Mill                                                                           | Princequillo       | Princequillo     |
| 父 Doyoun 1985 黒鹿毛                                                                 | 父の父Mill Reef 1968 鹿毛                                                             | Millan Mill                                                                           | Virginia Water     |                  |
| 父 Doyoun 1985 黒鹿毛                                                                 | 父の母Dumka 1971 黒鹿毛                                                               | Kashmir                                                                               | Tudor Melody       | Tudor Melody     |
| 父 Doyoun 1985 黒鹿毛                                                                 | 父の母Dumka 1971 黒鹿毛                                                               | Kashmir                                                                               | Queen of Speed     |                  |
| 父 Doyoun 1985 黒鹿毛                                                                 | 父の母Dumka 1971 黒鹿毛                                                               | Faizebad                                                                              | Prince Taj         | Prince Taj       |
| 父 Doyoun 1985 黒鹿毛                                                                 | 父の母Dumka 1971 黒鹿毛                                                               | Faizebad                                                                              | Floralie           |                  |
| 母 Daltawa 1989 芦毛                                                                  | 母の父Miswaki 1978 栗毛                                                               | Mr. Prospector                                                                        | Raise a Native     | Raise a Native   |
| 母 Daltawa 1989 芦毛                                                                  | 母の父Miswaki 1978 栗毛                                                               | Mr. Prospector                                                                        | Gold Digger        |                  |
| 母 Daltawa 1989 芦毛                                                                  | 母の父Miswaki 1978 栗毛                                                               | Hopespringseternal                                                                    | Buckpasser         | Buckpasser       |
| 母 Daltawa 1989 芦毛                                                                  | 母の父Miswaki 1978 栗毛                                                               | Hopespringseternal                                                                    | Rose Bower         |                  |
| 母 Daltawa 1989 芦毛                                                                  | 母の母Damana 1981 芦毛                                                                | *Crystal Palace                                                                       | Caro               | Caro             |
| 母 Daltawa 1989 芦毛                                                                  | 母の母Damana 1981 芦毛                                                                | *Crystal Palace                                                                       | Hermieres          |                  |
| 母 Daltawa 1989 芦毛                                                                  | 母の母Damana 1981 芦毛                                                                | Denia                                                                                 | Crepello           | Crepello         |
| 母 Daltawa 1989 芦毛                                                                  | 母の母Damana 1981 芦毛                                                                | Denia                                                                                 | Rose Ness F-No.9-e |                  |

### 主な近親
- 半弟に2003年の凱旋門賞を制したダラカニ（父Darshaan）がいる。